# Ультраосновные магматические горные породы
Ультраосновны́е магмати́ческие го́рные поро́ды (ультрабази́ты, гипербази́ты) — отряд магматических горных пород, выделяемый по содержанию кремнезёма (SiO2), которое варьирует в пределах 30—45 %. В большинстве случаев породы отряда содержат много MgO. Породообразующими минералами отряда являются оливин, клинопироксен (диопсид, геденбергит), ортопироксен (энстатит, бронзит, гиперстен), хромшпинелид, роговая обманка, мелилит, нефелин, лейцит, титаномагнетит. Из акцессорных минералов типичны ильменит, магнетит, апатит, лейкоксен, кальцит, пироп, алмаз. Характерными вторичными минералами ультрабазитов являются серпентин и тальк.
Характерными представителями ультраосновных пород плутонического класса являются дуниты, оливиниты, перидотиты, ийолиты, уртиты; вулканического класса — пикриты. Представителями особой серии пород являются лампроиты, кимберлиты и кимберлитоиды. В отряде выделяется 9 семейств и 31 вид горных пород (не считая породы лампроитовой и кимберлитовой серий). Из них на плутонический класс приходится 4 семейства и 16 видов, на вулканический — 5 семейств и 15 видов горных пород.
Ультраосновные породы являются наименее распространённым отрядом магматических пород в земной коре и часто встречаются в составе расслоённых интрузий. В то же время в мантии они выступают основным и важнейшим субстратом.

## Классификация
Классификация ультраосновных магматических горных пород разработана и утверждена Межведомственным петрографическим комитетом России и опубликована в Петрографическом кодексе России в составе общих Классификационных таблиц магматических (вулканических и плутонических) горных пород.
| Класс плутонических пород | Класс гипабиссальных пород | Класс вулканических пород |
| --- | --- | --- |
| Нормальнощелочной подотряд: - Семейство оливинитов — дунитов: 1. Оливинит; 2. Дунит; - Семейство перидотитов: 1. Гарцбургит; 2. Лерцолит; 3. Верлит; 4. Роговообманковый перидотит. Щелочной подотряд: - Семейство мелилитолитов: 1. Ункомпагрит; 2. Турьяит; 3. Окаит; 4. Кугдит; 5. Мелилитолит; - Семейство ультраосновных фоидолитов: 1. Якупирангит; 2. Мельтейгит; 3. Ийолит; 4. Уртит; 5. Миссурит. | Лампроитовая серия: Щелочной подотряд: - Семейство ультраосновных лампроитов: 1. Оливин-диопсидовый ультраосновной лампроит 2. Оливин-флогопитовый ультраосновной лампроит Кимберлитовая серия: 1. Кимберлит 2. Оранжит 3. Кимберлитоид | Нормальнощелочной подотряд: - Семейство пикритов: 1. Пикрит; 2. Ферропикрит; 3. Низкотитанистый пикрит; 4. Высокотитанистый пикрит; 5. Ультраосновной пикрит. Умереннощелочной подотряд: - Семейство умеренно-щелочных пикритов: 1. Биотитовый пикрит. Щелочной подотряд: - Семейство щелочных пикритов: 1. Мелилитовый пикрит; 2. Фельдшпатоидный пикрит. - Семейство мелилититов: 1. Мелилитит; 2. Рушаит. - Семейство ультраосновных фоидитов: 1. Меланефелинит; 2. Нефелинит; 3. Мелаанальцимит; 4. Мелалейцитит; 5. Кальсилитит. |

- Дунит
- Перидотит
(музей Ла-Платы, Аргентина)
- Кимберлит
- Пикрит
из вулкана Питон-де-ла-Фурнез